# Kacper Chodyna
Kacper Chodyna (Drawsko Pomorskie, 24 maggio 1999) è un calciatore polacco, attaccante del Legia Varsavia.

## Caratteristiche tecniche
È un terzino destro, ma all'occorrenza può essere schierato anche a centrocampo o ala. 

## Carriera

### Club
Cresciuto nelle giovanili del Lech Poznań, nel 2017, all'età di diciotto anni, passa allo Zagłębie Lubin dove viene aggregato inizialmente alla formazione Under-19 e poi a quella Riserve, militnate in III liga, quarto livello del calcio polacco. In queste stagioni viene schierato prevalentemente come ala destra. 
Nel settembre 2018 passa in prestito al Bytovia Bytów, in I liga. Qua tuttavia fatica ad entrare nei meccanismi della squadra, disputando appena 45 minuti di gioco nelle prime 15 gare di campionato. A gennaio fa così ritorno allo Zagłębie dove viene tuttavia relegato alle Riserve. Dopo essersi messo nuovamente in luce nel campionato di III Liga, nel gennaio 2020 viene aggregato stabilmente alla prima squadra, con la quale esordisce in Ekstraklasa il 9 febbraio successivo. 
Dal 2020-2021 inizia a giocare con regolarità nella massima serie polacca, dove realizza, il 21 novembre, il suo primo gol fra i professionisti, nel 2-2 contro lo Stal Mielec. Grazie a questa marcatura e alla successiva, che arriva appena una settimana più tardi sul prestigioso campo del Wisła Kraków si aggiudica il premio di giovane del mese del campionato. 

### Nazionale
Ha fatto parte di tutte le nazionali giovanili della Polonia sino all'Under-20. 

## Statistiche

### Presenze e reti nei club
Statistiche aggiornate al 28 giugno 2020.
| Stagione              | Squadra               | Campionato            | Campionato | Campionato | Coppe nazionali | Coppe nazionali | Coppe nazionali | Coppe continentali | Coppe continentali | Coppe continentali | Altre coppe | Altre coppe | Altre coppe | Totale | Totale |
| Stagione              | Squadra               | Comp                  | Pres       | Reti       | Comp            | Pres            | Reti            | Comp               | Pres               | Reti               | Comp        | Pres        | Reti        | Pres   | Reti   |
| --------------------- | --------------------- | --------------------- | ---------- | ---------- | --------------- | --------------- | --------------- | ------------------ | ------------------ | ------------------ | ----------- | ----------- | ----------- | ------ | ------ |
| set.-dic. 2018        | Bytovia Bytów         | 1L                    | 3          | 0          | PP              | 2               | 0               | -                  | -                  | -                  | -           | -           | -           | 5      | 0      |
| gen.-mag. 2019        | Zagłębie Lubin        | EK                    | 0          | 0          | PP              | 0               | 0               | -                  | -                  | -                  | -           | -           | -           | 0      | 0      |
| 2019-2020             | Zagłębie Lubin        | EK                    | 1          | 0          | PP              | 1               | 0               | -                  | -                  | -                  | -           | -           | -           | 2      | 0      |
| 2020-2021             | Zagłębie Lubin        | EK                    | 24         | 2          | PP              | 2               | 0               | -                  | -                  | -                  | -           | -           | -           | 26     | 2      |
| 2021-2022             | Zagłębie Lubin        | EK                    | 32         | 4          | PP              | 3               | 0               | -                  | -                  | -                  | -           | -           | -           | 35     | 4      |
| 2022-2023             | Zagłębie Lubin        | EK                    | 33         | 7          | PP              | 1               | 0               | -                  | -                  | -                  | -           | -           | -           | 34     | 7      |
| 2023-2024             | Zagłębie Lubin        | EK                    | 33         | 7          | PP              | 1               | 0               | -                  | -                  | -                  | -           | -           | -           | 34     | 7      |
| Totale Zaglebie Lubin | Totale Zaglebie Lubin | Totale Zaglebie Lubin | 123        | 20         |                 | 7               | 0               |                    | -                  | -                  |             | -           | -           | 130    | 20     |
| 2024-2025             | Legia Varsavia        | EK                    | 21         | 3          | PP              | 3               | 0               | UECL               | 11                 | 2                  | -           | -           | -           | 35     | 5      |
| Totale carriera       | Totale carriera       | Totale carriera       | 147        | 23         |                 | 12              | 0               |                    | 11                 | 2                  |             | -           | -           | 170    | 25     |

## Palmarès

### Club

#### Competizioni nazionali
- Coppa di Polonia: 1

Legia Varsavia: 2024-2025